# جيريمي ستايسي
جيريمي ستايسي (بالإنجليزية: Jeremy Stacey)‏ هو طبال بريطاني، ولد في 27 سبتمبر 1963 في بورنموث في المملكة المتحدة.

## وصلات خارجية
- جيريمي ستايسي على موقع IMDb (الإنجليزية)
- جيريمي ستايسي على موقع ميوزك برينز (الإنجليزية)
- جيريمي ستايسي على موقع أول ميوزيك (الإنجليزية)
- جيريمي ستايسي على موقع ديسكوغز (الإنجليزية)